# Expo 1988
L'Esposizione specializzata del 1988  si svolse a Brisbane (Australia) col tema Leisure in the age of technology (il divertimento nell'era della tecnologia). Dal 30 aprile al 30 ottobre 1988. 36 Paesi esposero nei propri padiglioni sparsi su una superficie di 40 ettari. L'esposizione fu visitata da circa 18,5 milioni di persone e costò all'organizzazione circa 625 milioni di dollari australiani.
L'Expo nacque anche con l'intento di celebrare il bicentenario dell'insediamento europeo in Australia (1788-1988).

## Tema
Il tema della Expo fu Il divertimento nell'era della tecnologia; ai partecipanti venne richiesto di sviluppare i propri padiglioni secondo i sottotemi:
- Divertimento
- Tecnologia, creare per il divertimento
- Divertimento e tecnologia, il futuro insieme

## Sito
Il sito di 40 ettari che ospitò la Expo era posizionato sulla riva sud del fiume Brisbane, in una zona dismessa un tempo dedicata a scalo ferroviario, industria, residenze e parcheggi.

## Partecipanti
La Expo 1988 di Brisbane vide la partecipazione di 36 Paesi, 14 governi regionali, due organizzazioni internazionali (Organizzazione delle Nazioni Unite e Comunità Europea) e 48 aziende (quali IBM, Qantas, Fujitsu, ecc.)
| Paesi |
| --- |
| |
| Africa |
| - Kenya |
| Americhe |
| - Canada - Stati Uniti |
| Asia |
| - Brunei - Cina - Filippine - Giappone - Corea del Sud - Malaysia - Nepal - Pakistan - Singapore - Sri Lanka - Thailandia                              |
| Europa |
| - Cipro - Francia - Germania Ovest - Grecia - Italia - Regno Unito - Spagna - Svizzera - Ungheria - Unione Sovietica - Jugoslavia - Città del Vaticano |
| Oceania |
| - Australia - Figi - Isole Cook - Isole Salomone - Nuova Zelanda - Papua Nuova Guinea - Samoa - Tonga - Vanuatu                                        |

## Visitatori
Gli organizzatori dell'evento avevano calcolato che per una completa riuscita dell'evento Expo, i visitatori dell'esposizione avrebbero dovuto essere 7.8 milioni, con una media di 42.000 visitatori al giorno. Sebbene il giorno dell'inaugurazione entrarono nel recinto dell'Expo solo 77.260 persone, al tredicesimo giorno di esposizione si raggiunse già il milionesimo visitatore. Nel penultimo giorno di apertura della Expo si raggiunse la cifra record di 182.762 visitatori, circa un quinto della popolazione di Brisbane, mentre nella giornata di chiusura visitarono il sito della Expo più di 91.000 persone.
A conclusione dell'Expo si calcolarono un totale di 18.574.476 visitatori (16.465.000 escludendo staff e VIP), più del totale della popolazione australiana del tempo. Di questi:
- 65,4% da residenti locali (Queensland meridionale) con visita di un giorno;
- 23,2% da visitatori di altri stati con pernottamento di una notte;
- 6,1% da visitatori residenti nel Queensland con pernottamento di una notte;
- 5,3% da visitatori di altri Paesi;

## Selezione della città organizzatrice
Il BIE assegnò la Expo'88 a Brisbane il 5 dicembre 1983.